# Университет дружбы народов (станция метро)
«Университе́т дру́жбы наро́дов» — станция Московского метрополитена на Троицкой линии. Расположена на границе районов Обручевский и Коньково (ЮЗАО), вблизи Российского университета дружбы народов им. Патриса Лумумбы, у пересечения улицы Миклухо-Маклая и улицы Академика Опарина, по последней из которых и получила своё первое проектное название. Открыта 7 сентября 2024 года в составе участка «Новаторская» — «Тютчевская». Колонная трёхпролётная мелкого заложения с одной островной платформой и единственным выходом.

## Название
Первым проектным названием станции было «Улица Академика Опарина», в честь одноимённой улицы. 5 июня 2018 года на встрече мэра Москвы со студентами Российского университета дружбы народов было предложено назвать станцию в честь данного университета, здания которого располагаются в непосредственной близости от местоположения станции. 4 сентября 2018 года постановлением Правительства Москвы № 1033-ПП станции было присвоено название «Университет Дружбы Народов».

## Архитектура и оформление
- Да, она проектировалась как станция имени академика Опарина. Он был биологом, в цветовом оформлении мы выбрали зелёный и синий, цвета неба и растительности. Узнав о переименовании, мы на встрече в университете выяснили, что корпоративные цвета вуза — синий, белый, зелёный и немного красного. Совпадение обрадовало. Бело-красные акценты решили добавить с помощью мозаичного панно — на одном узнаваемые силуэты столиц мира, а над эскалатором сюжет из серии «дружба народов»: улыбающиеся молодые люди разных национальностей.

А. Вигдоров, архитектор станции

## Проектирование
Станция проектируется в составе участка от станции «Улица Новаторов» до станции «Тютчевская» с 2 промежуточными станциями.

## Строительство
- 17 апреля 2018 года. АО «Мосинжпроект», победившее в закупке, заключило договор на выполнение комплекса строительно-монтажных работ по сооружению участка Коммунарской (ныне — Троицкой) линии «Улица Новаторов» — «Коммунарка»[7].
- 14 сентября 2018 года. На месте будущей станции начался вынос инженерных коммуникаций[8][неавторитетный источник].
- 19 июня 2019 года. Началось формирование котлована, в котором предполагается возведение станции[9][10].
- 20 июля 2019 года. На Коммунарской линии московского метрополитена началось строительство станции[11].
- 25 ноября 2019 года. От станции началась проходка левого перегонного тоннеля до станции «Улица Новаторов». Щиту «Светлана» предстоит пройти 2770 метров[12].
- 25 февраля 2020 года. Завершается выемка грунта из котлована станции[13].
- 28 апреля 2021 года. Начинается отделка пассажирской зоны[14].
- 25 января 2023 года. Смонтированы эскалаторы, ведётся установка инженерных систем — дымоудаления и воздуховодов, трубопроводов и электросетей. Началась архитектурная отделка станции[15].
- 22 марта 2024 года. На путевых стенах смонтированы алюминиевые панели, на которых нанесено название станции, пол оформлен гранитом, а два ряда колонн — мрамором[16].
- 21 июня 2024 года станция в зоне техпуска 1 участка линии[17].
- 25 июня 2024 года установлены все светильники в эскалаторной зоне[18].
- 14 августа 2024 года в подземном вестибюле и соседнем переходе смонтированы два мозаичных панно, посвящённых международному сотрудничеству[19].
- 7 сентября 2024 года. Открытие станции с первым участком Троицкой линии[2].

| - Строительство станции, декабрь 2020 года - Строительство станции, декабрь 2020 года - Строительство станции, декабрь 2020 года - Строительная площадка, декабрь 2020 года |

## Пассажиропоток
Отмечен рост паспотока станции, с открытия в сентябре 2024 на 18 % за 5 месяцев, с 12,2 до 14,4 тысяч поездок.